# Iarăș
Iarăș – wieś w Rumunii, w okręgu Covasna, w gminie Hăghig. W 2011 roku liczyła 522 mieszkańców.